# Augustin-Alexandre Dumont

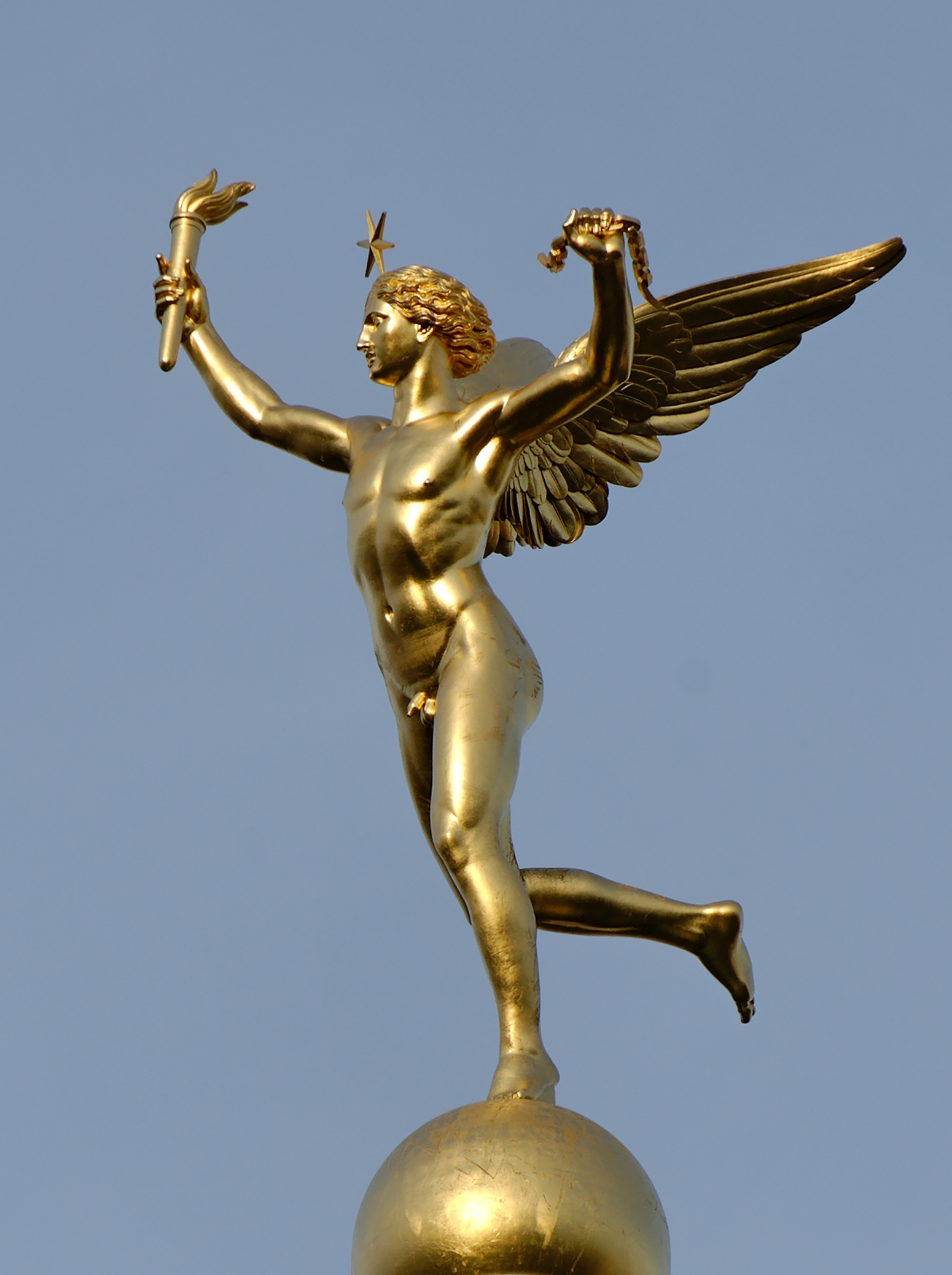
Geniusz Wolności (1833) figura na szczycie Kolumny Lipcowej w Paryżu autorstwa Augustina Dumonta

Augustin-Alexandre Dumont (ur. 4 sierpnia 1801 w Paryżu, zm. 28 stycznia 1884 tamże) – francuski rzeźbiarz.

## Życiorys
Pochodzi z rodziny o słynnych tradycjach rzeźbiarskich. Znanymi rzeźbiarzami byli jego pradziadek François Dumont, dziadek Edme Dumont i ojciec Jacques-Edme Dumont.
W 1818 rozpoczął studia w paryskiej École nationale supérieure des beaux-arts pod kierunkiem swego ojca oraz Pierre’a Cartelliera. W 1823 otrzymał stypendium Prix de Rome (w kategorii rzeźby) i kolejne siedem lat spędził w Rzymie. Wrócił do Francji wkrótce po rewolucji lipcowej 1830. Otrzymywał zamówienia publiczne na posągi, w tym posąg Nicolasa Poussina dla Instytutu Francji w Paryżu (1835) czy zamówiony przez rząd II Republiki posąg marszałka Thomasa Bugeauda, markiza de la Piconnerie (ok. 1850).
W 1852 objął posadę wykładowcy w swojej macierzystej uczelni. Wśród jego uczniów byli m.in. Louis-Albert Lefeuvre, Jean-Joseph Carriès, Gustave Crauck, Georges Diebolt, Jean Gautherin, Jean-Baptiste Hugues, Jean Antoine Injalbert, Claudius Marioton, Eugène Marioton, Mathurin Moreau, Jean-Joseph Perraud, René Princeteau, Georges Récipon, Oscar Roty, Albert Roze, Jules Salmson.
Po 1875 choroba uniemożliwiła mu wykonanie jakiejkolwiek pracy. Zmarł w Paryżu w 1884 roku w wieku 83 lat.

## Odznaczenia, nagrody i wyróżnienia
(wg źródła)
- 1836 – Kawaler Legii Honorowej
- 1855 – wielki medal honorowy na Wystawie Powszechnej
- 1870 – Komandor Legii Honorowej
- od 1838 – członek Instytutu Francji

## Wybrane dzieła
(wg źródła)

- L’amour tourmentant l'âme
- Bacchus et Leucothea (1829)
- Éros et le papillon
- Jeune romaine à la toilette
- Mme Delaroche
- L’enfant Bacchus soigné par la nymphe Leucothea (1930)
- La Prudence et La Vérité
- La Coquetterie (1843)
- Louis I de Bourbon (1846)
- Le Commerce (1851)
- Le Maréchal Bugeaud d’Isly (1853)
- Gloire et immortalité (1854–1855)
- Napoleon I (1863)
- Le Maréchal Davout (1866)
- Blanche of Castille
- Humboldt (1870)
- Maréchal Suchet
- Bacchus et un buste de Pierre Guérin

## Galeria

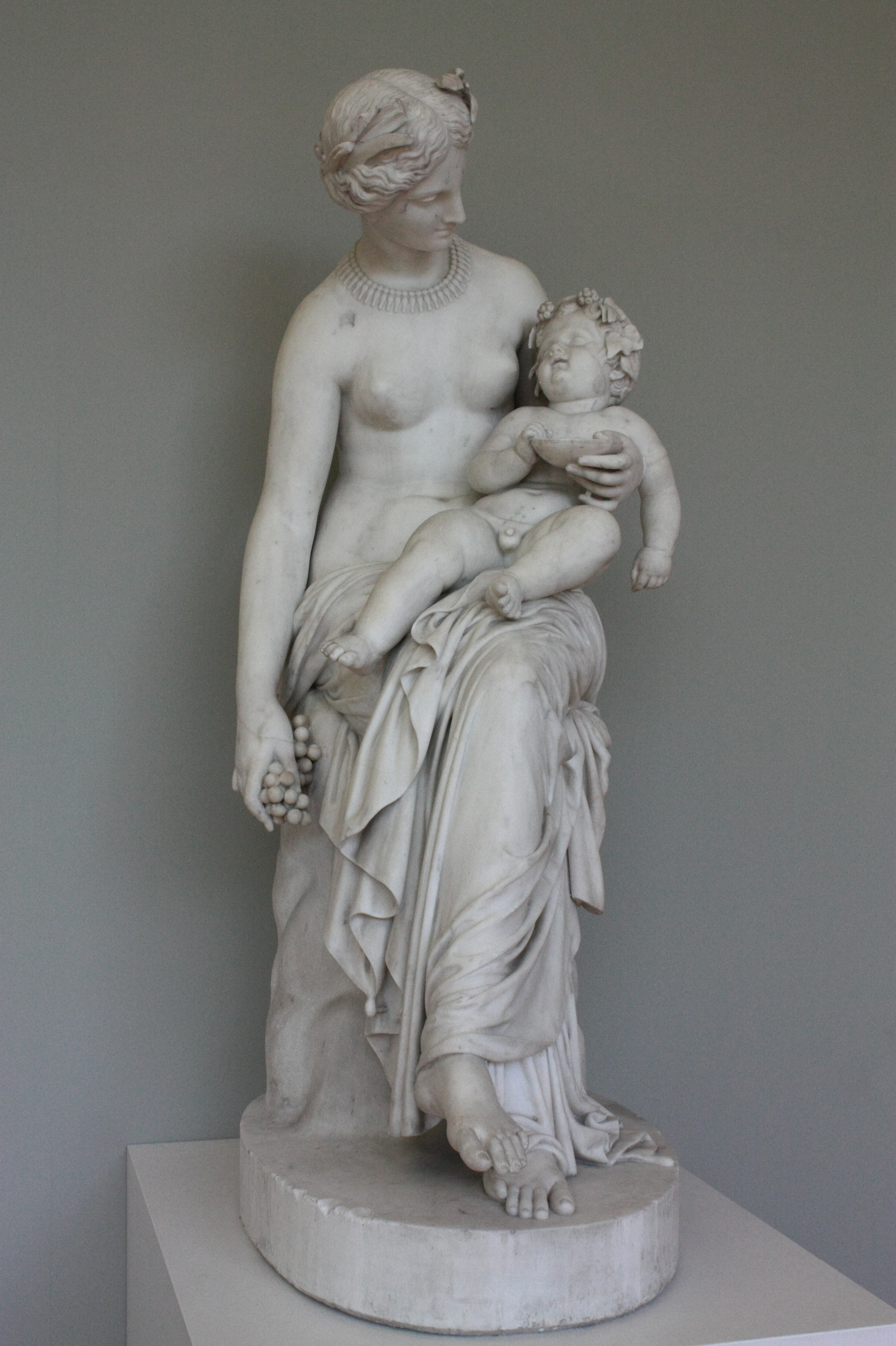
Bacchus et Leucothea, 1829, Musée de Grenoble
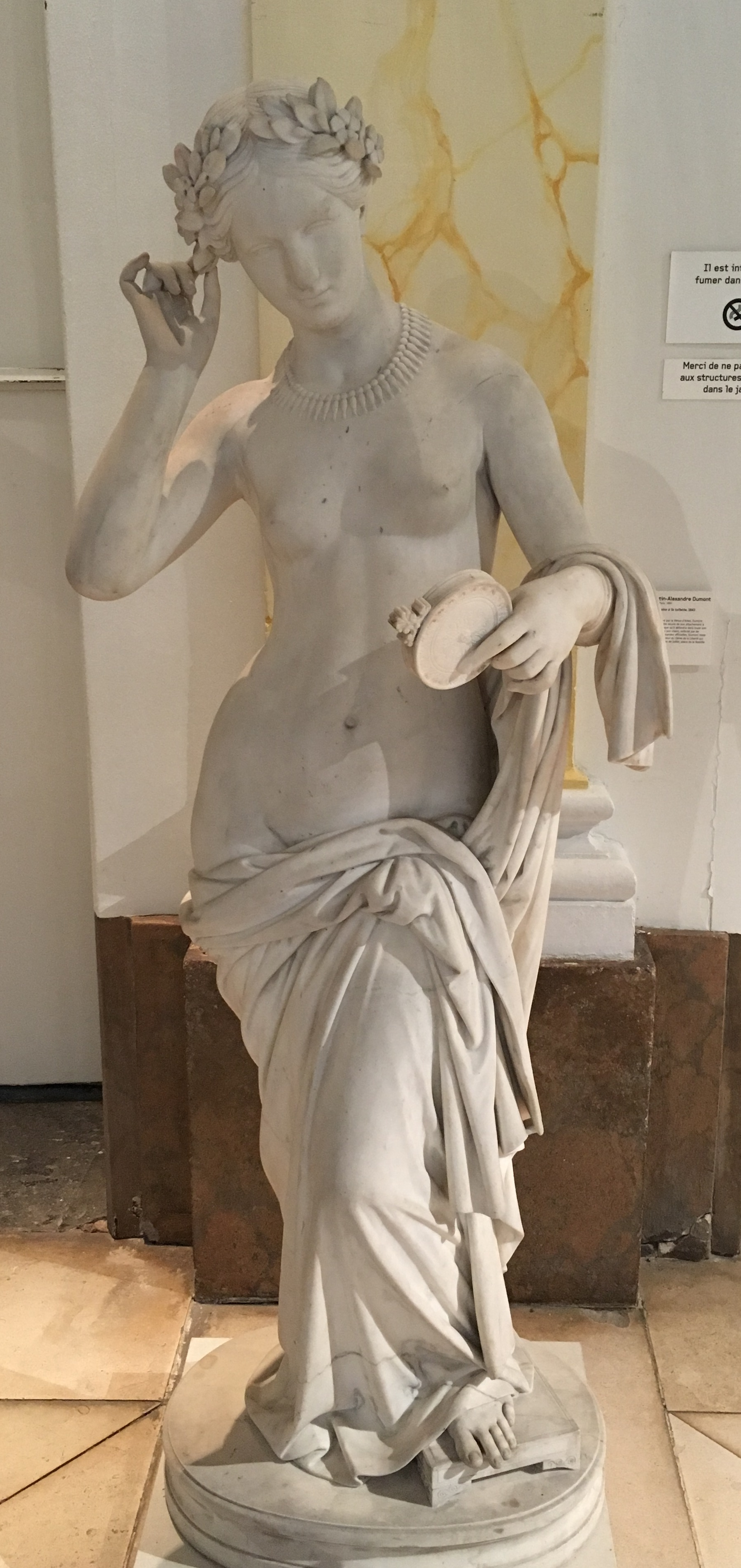
Jeune romaine à la toilette, Musée des Beaux-Arts de Nancy
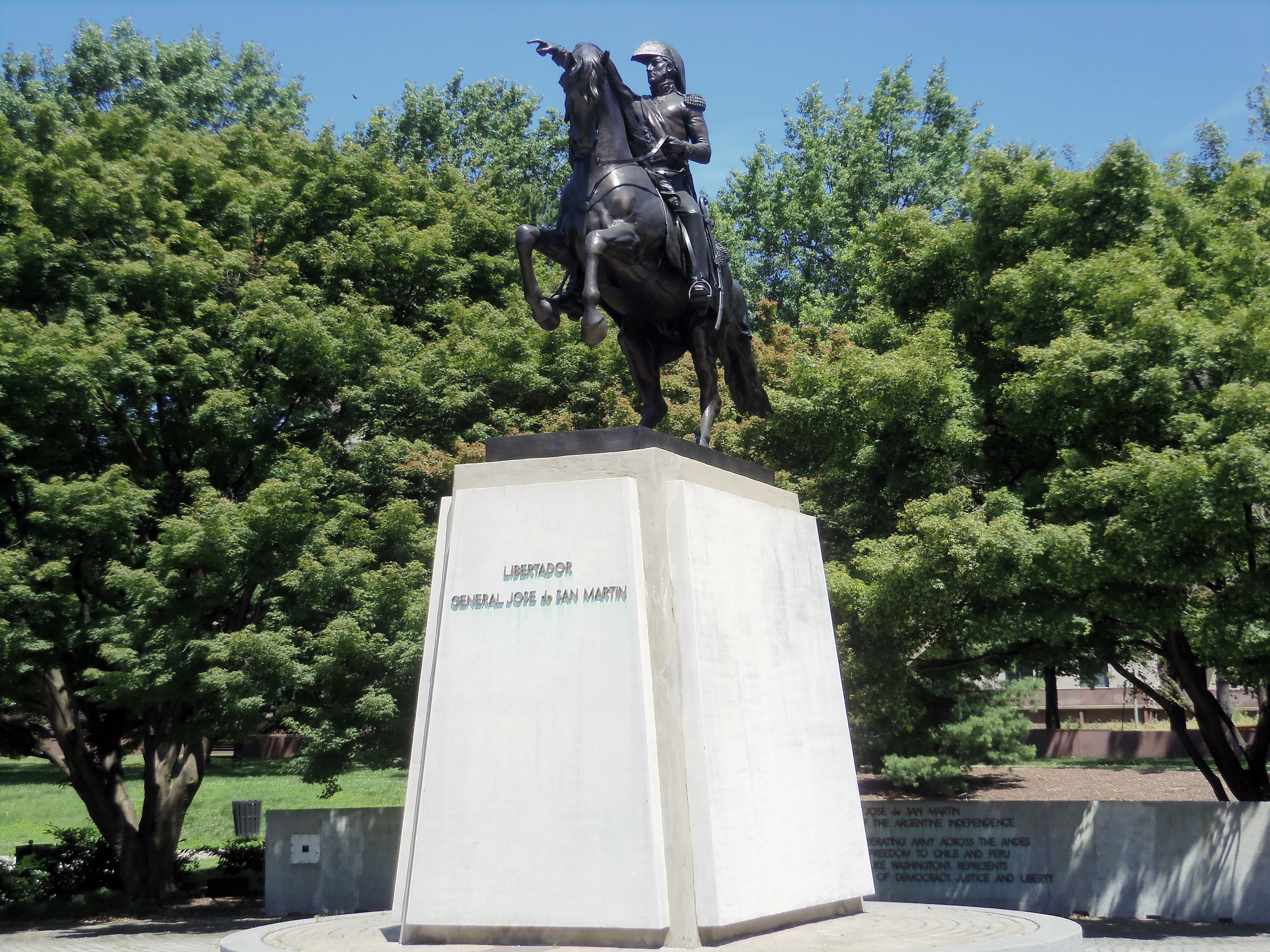
General Jose de San Martin, Waszyngton
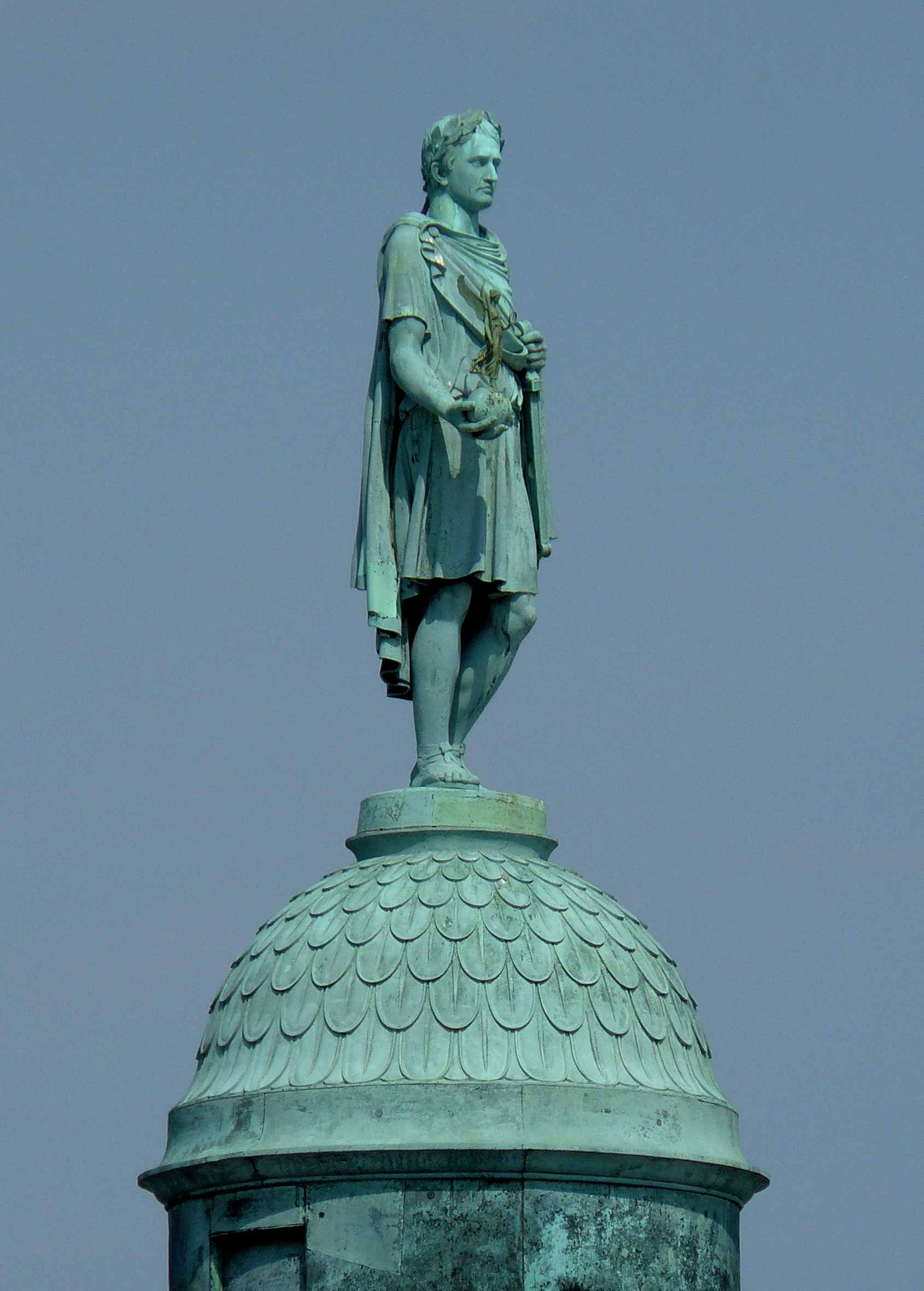
Cesarz Napoleon I (1863), Vendôme, Paryż
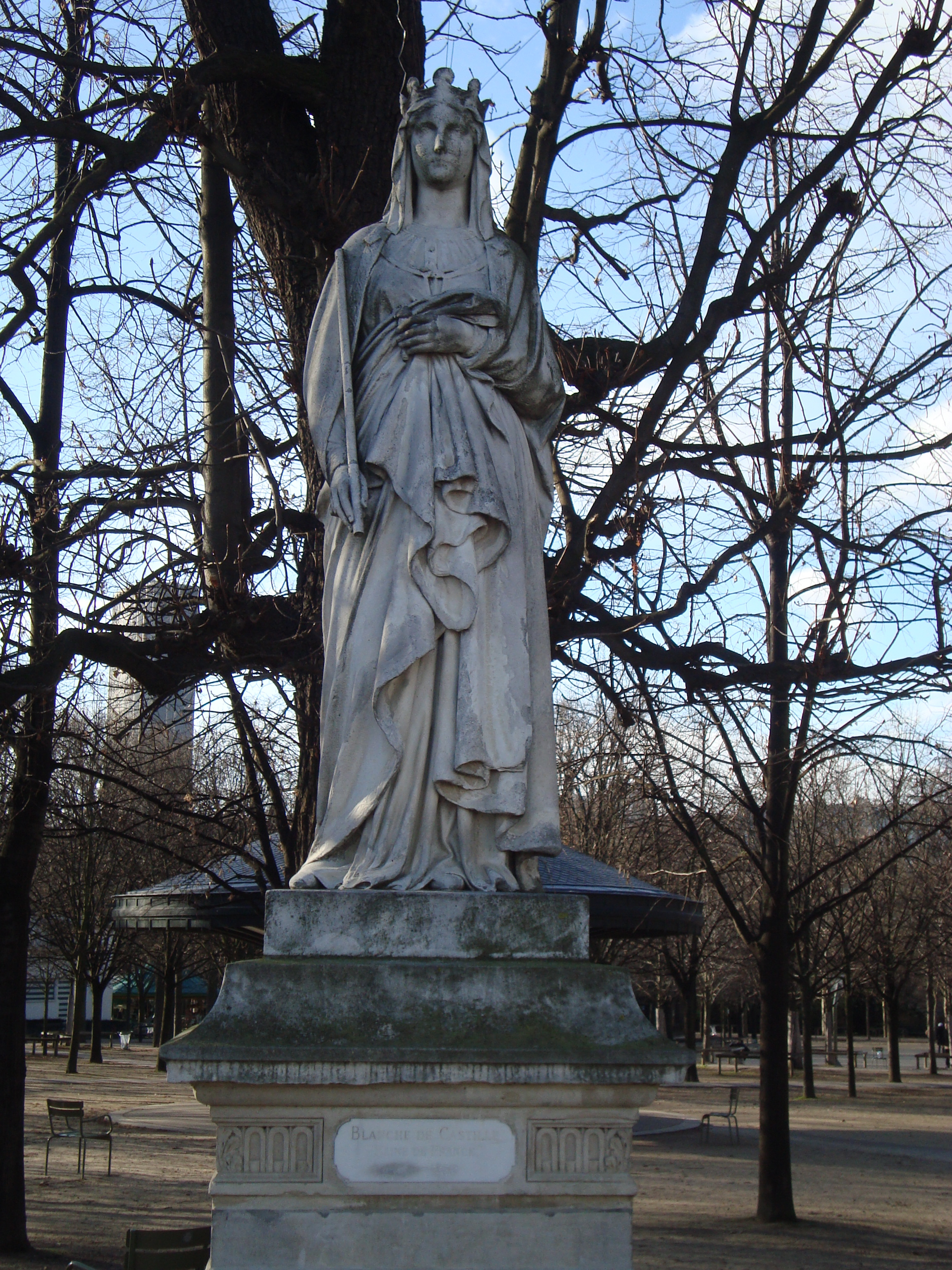
Blanche de Castille, Ogród Luksemburski, Paryż
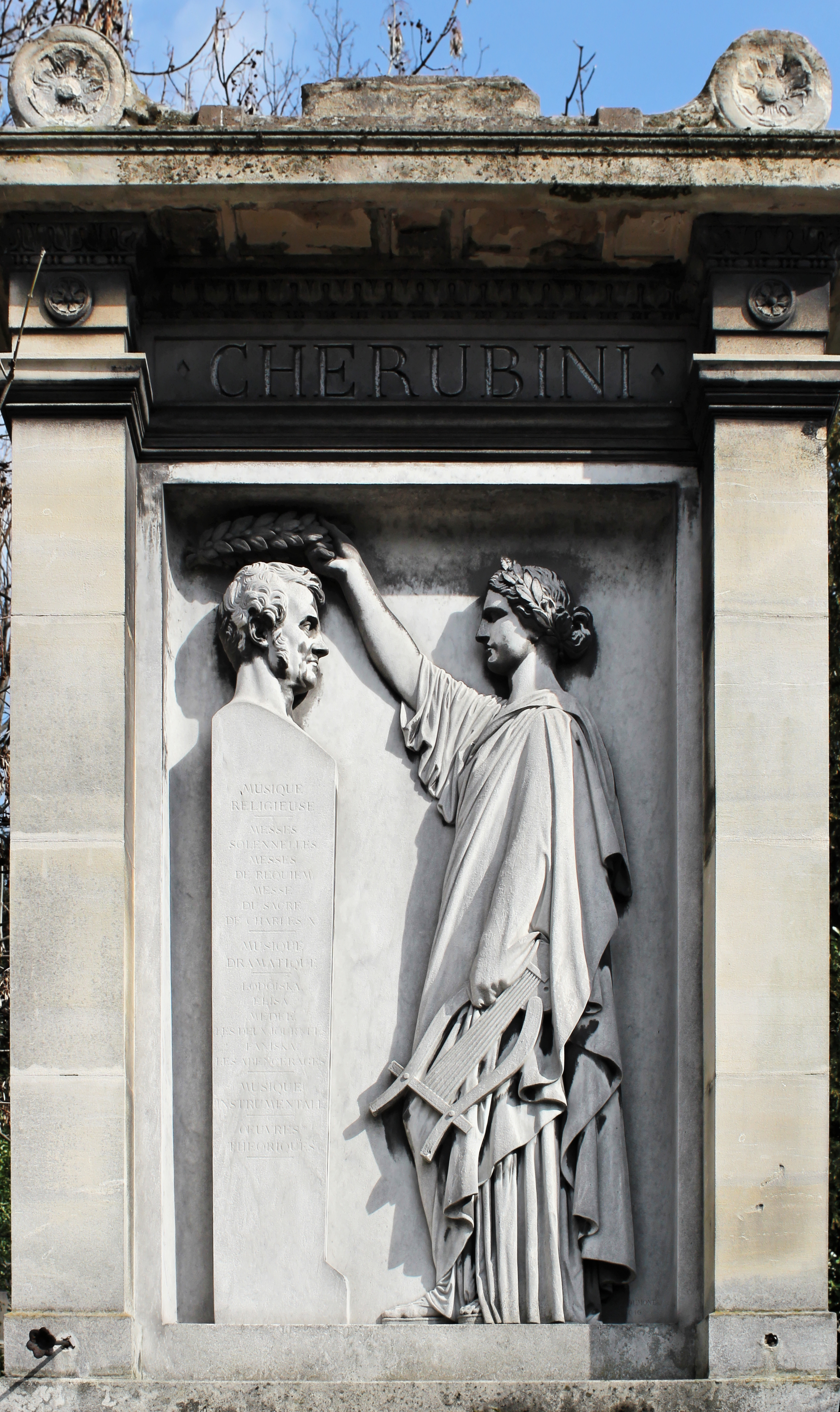
Grób Cherubiniego, 1846, cmentarz Père-Lachaise, Paryż
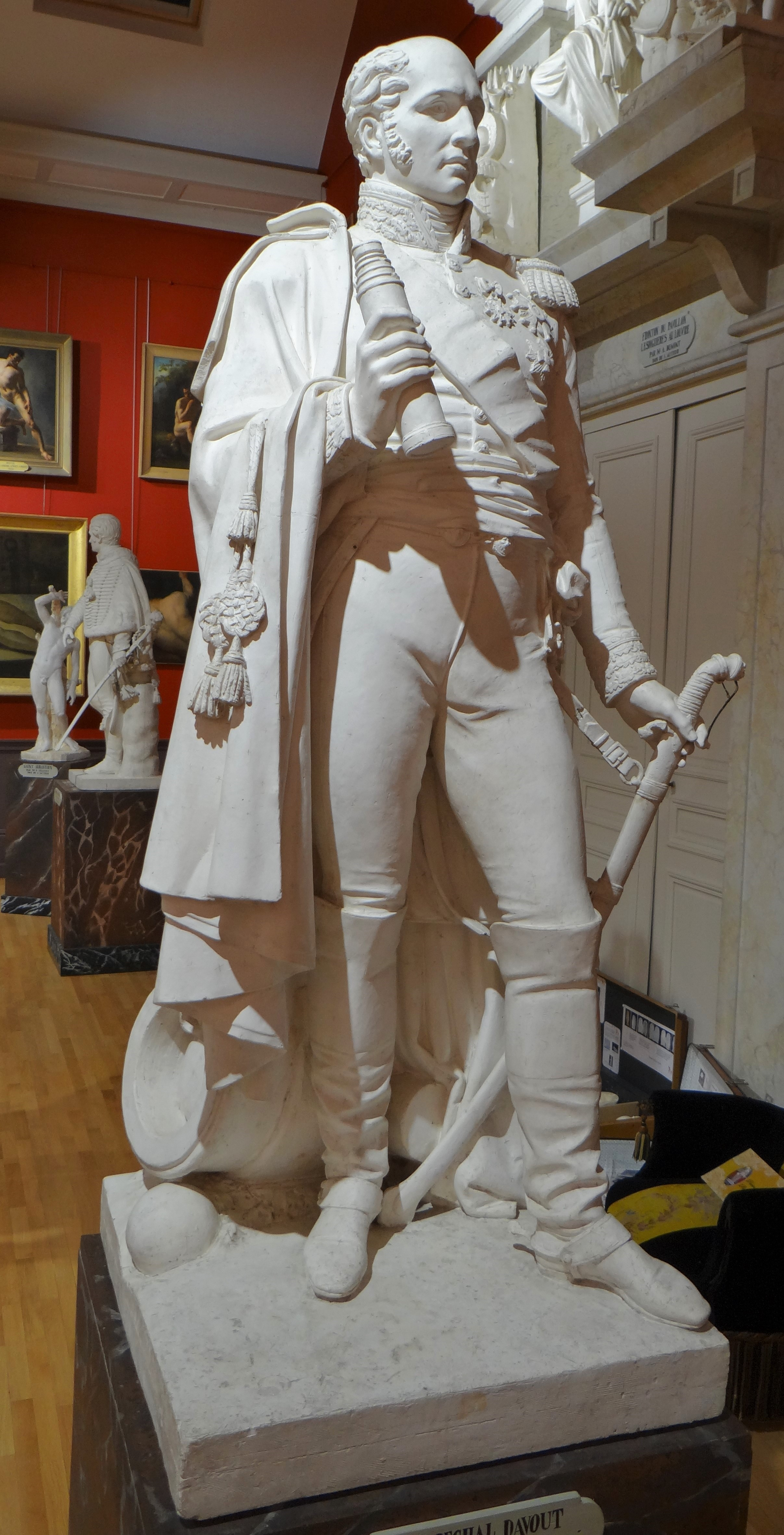
Le Maréchal Davout, Prince d’Eckmuhl, Musée de Semur-en-Auxois
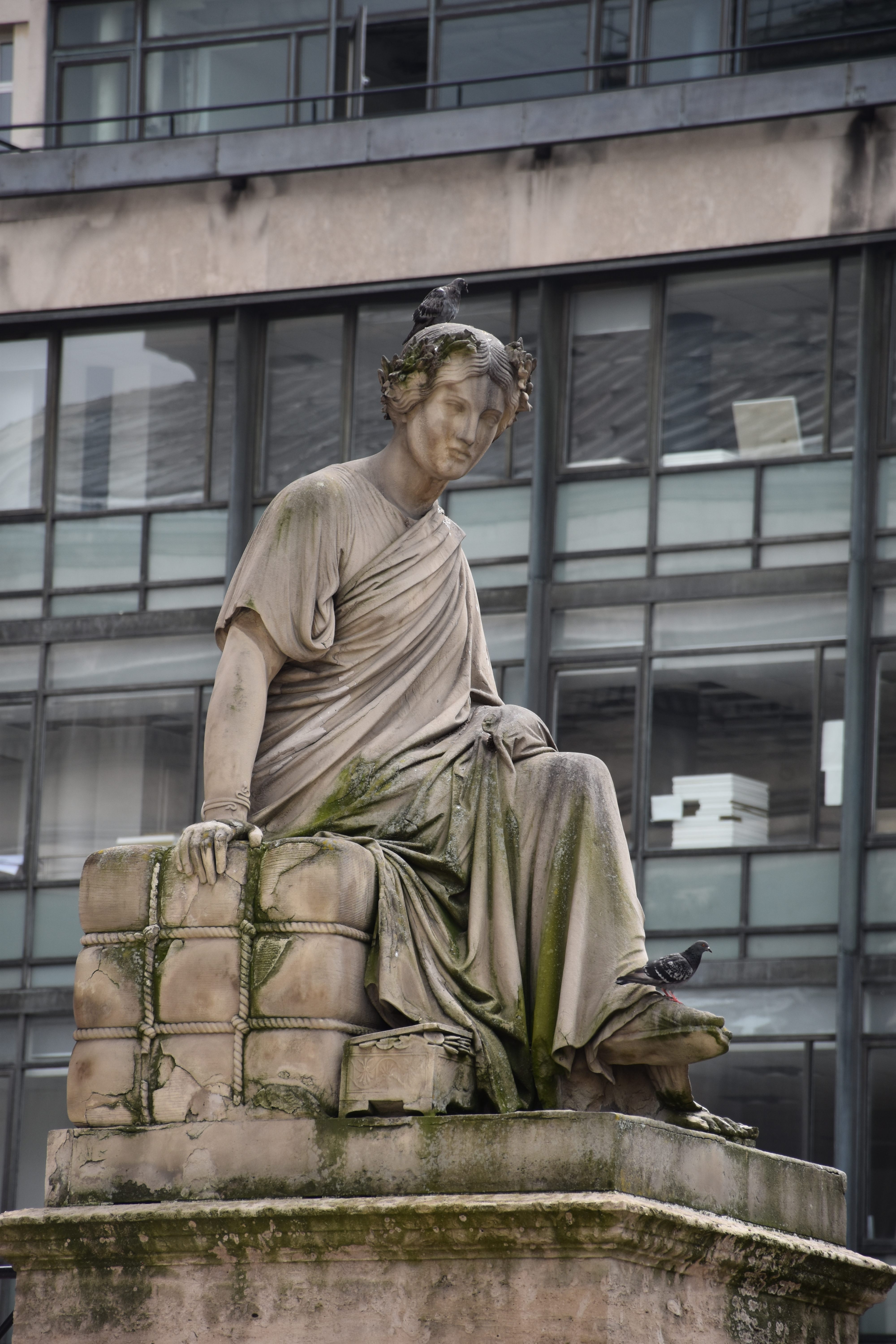
Le Commerce, 1851, Palais Brongniart, Paryż